# 陳珍 (成化進士)
陳珍（1437年—？），字廷貴，山東青州府人，遼東義州衛籍，明朝政治人物。進士出身。

## 生平
早年出身衛學生，成化十年（1474年）甲午科山東鄉試第一名。成化十一年（1475年）乙未科會試第六十三名，殿試登進士第二甲第三十名。

## 家族
曾祖父陳中。祖父陳玘。父亲陳勝，曾任前百戶。